# 保利耕輔
保利 耕輔（ほり こうすけ、1934年〈昭和9年〉9月23日 - 2023年〈令和5年〉11月4日）は、日本の政治家。位階は正三位、勲章は旭日大綬章。
衆議院議員（12期）、文部大臣（第138代）、自治大臣（第53・54代）、国家公安委員会委員長（第63・64代）、衆議院憲法審査会長（第2代）、自民党国会対策委員長（第43代）、自民党政務調査会長（第51代）、自民党憲法改正推進本部長などを歴任。
衆議院議長や内閣官房長官、農林大臣、労働大臣、自民党幹事長・自民党総務会長などを歴任した元衆議院議員の保利茂は父。

## 来歴

### 生い立ち
東京府出身。1947年に東京高等師範学校附属国民学校（現・筑波大学附属小学校）、1953年に東京教育大学附属中学校・高等学校（現・筑波大学附属中学校・高等学校）を卒業。
1958年、慶應義塾大学法学部卒業後、日本精工に入社。1974年にはフランスのNSKフランスSA社長に就任した。

### 政界へ
父・保利茂の死去に伴い、後援会の要請を受けて1979年の第35回衆議院議員総選挙に佐賀県全県区から自由民主党公認で立候補し、初当選（当選同期に佐藤信二・畑英次郎・麻生太郎・岸田文武・白川勝彦・丹羽雄哉・亀井静香・吹田愰・宮下創平・亀井善之・船田元など）。1982年、衆議院議事進行係を務める。
自民党入党後は田中派に所属し、田中派の分裂に際しては竹下登が結成した経世会に加わる。竹下派会長・金丸信の後継をめぐり派内が小渕恵三を推すグループ、羽田孜を推すグループに分かれた際は綿貫民輔らと共に最初はどちらにも与さず、後に平成研究会（小渕派→橋本派）に参加した。1990年、第2次海部内閣で文部大臣に就任し、初入閣。
1996年、第2次橋本内閣にて大臣経験者としては異例の農林水産政務次官として服部三男雄と共に就任。1999年には小渕再改造内閣で自治大臣、国家公安委員会委員長に就任し、2度目の入閣。小渕の危篤に伴い、急遽居抜き内閣の形で組閣された第1次森内閣で再任。

### 郵政民営化法案で造反・離党
2005年7月、郵政民営化法案の採決で反対票を投じた。そのため第44回衆議院議員総選挙では自民党の公認を得られず、佐賀3区から無所属で立候補し、自民党公認の広津素子らを破り、10選。総選挙後の特別国会では、再提出された郵政民営化法案に一転、賛成票を投じるも、自民党を離党。

### 自民党復党
2006年11月、自民党に復党届を提出。同年12月に党紀委員会で認められ、約1年ぶりに自民党に復党した。保利の復党により、自民党内では佐賀3区で当選した保利、比例復活で初当選した広津のどちらを次期総選挙において佐賀3区で公認するかが問題になったが、自民党佐賀県連はより強固な後援会組織を有する保利を公認するよう党本部に求めた。2008年8月、総裁・福田康夫の下で自民党政務調査会長に就任。党執行部入りにより、次期総選挙での佐賀3区での公認はほぼ確実視された。次の総裁・麻生太郎の下でも政調会長に留任。
2009年8月、第45回衆議院議員総選挙に佐賀3区から立候補。自民党を離党してみんなの党から立候補した広津らを破り、11選。総選挙後、党憲法改正推進本部長に就任。2012年の第46回衆議院議員総選挙で12選。なお同選挙を最後に佐賀3区は廃止されるため同選挙区から選出された最後の国会議員となった。横路孝弘の後任の衆議院議長に名前が挙がったが、これを固辞した。同年、衆議院憲法審査会長に就任。
2013年12月25日、第47回衆議院議員総選挙に立候補せず、政治活動から引退することを表明。2014年11月21日の衆議院解散により退職となり、35年にわたる代議士生活に幕を下ろした。
2015年4月29日、春の叙勲で旭日大綬章を受章した。
2017年8月『わが人生を語る　保利耕輔回顧録』（佐賀新聞社）を刊行。
2023年11月4日、誤嚥性肺炎のため、神奈川県川崎市の病院で死去した。89歳没。死没日付をもって正三位に叙された。

## 人物
- 自民党内では改憲論議の重鎮として存在感を示した[6]。2012年には、憲法改正推進本部長として自民党の憲法改正草案の取りまとめを主導した。2014年に政界を引退するまで、衆院憲法審査会長を務めた[6]。
- 血液型はAB型。
- 初出馬の際には父親がモットーにしていた「百術は一誠に如かず」を引用して選挙区民にアピールを行った[9]。
- 頑固一徹で生真面目な性格で知られる。日歯連闇献金事件をめぐり当時の平成研究会会長・橋本龍太郎が会長を辞任した際、後任に名前が挙がるも、就任の要請をかたくなに固辞した。
- 郵政民営化法案に反対し、自民党から刺客を送り込まれたいわゆる「造反組」の中では、平沼赳夫と並び最強の地盤を誇るといわれる。05年の第44回衆議院議員総選挙では佐賀3区から無所属で立候補して当選し、自民党に猛烈な逆風が吹き荒れた09年の第45回衆議院議員総選挙でもみんなの党から立候補をした広津素子らに比例復活すら許さず当選した。
- 日中国会議員書画展へ書画を提供している[10]。

## 所属団体・議員連盟
- 自民党たばこ議員連盟（顧問）[11]
- 日本熊森協会（顧問）[12]
- 天皇陛下御即位二十年奉祝国会議員連盟（常任幹事）[13]
- 日仏友好議員連盟[14]
- 神道政治連盟国会議員懇談会[15]
- 花粉症等アレルギー症対策議員連盟（会長）[16][17]
- 憲法調査推進議員連盟[18]
- 水源税創設促進議員連盟[19]
- 全国温泉振興議員連盟（会長）[20]
- 全国山村振興議員連盟（顧問）[21]
- 棚田振興議員連盟[22]
- 東南アジア留学生友好議員連盟[23]
- TPP交渉における国益を守り抜く会